# Amedeo Modigliani

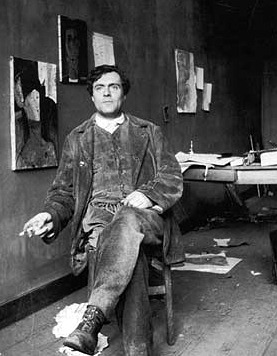
Amedeo Modigliani

Amedeo Modigliani (n. 12 iulie 1884, Livorno, Regatul Italiei – d. 24 ianuarie 1920, Hôpital de la Charité⁠(d), Île-de-France, Franța) a fost un pictor și sculptor italian stabilit în Franța, reprezentant al Școlii Pariziene ("École de Paris"), evidențiat în scurta sa viață printr-o creație plină de eleganță și rafinament, care depășește granițele manierismului, având clare tangențe în modernism, expresionism și fauvism, respectiv cu largi amplitudini în arta figurativă.
În întreaga sa viață, Modigliani a fost în căutarea frumuseții perfecte, ușor abstracte, care să reprezinte sinteza idealului visat cu concretul, reprezentat de model. Tema preferată a tablourilor sale este omul, excelând astfel în reprezentarea nudurilor de femei, a portretelor prietenilor, dar și ale unor necunoscuți.

## Date biografice
Amedeo Clemente Modigliani se naște la 12 iulie 1884 în Livorno, într-o familie italiană de origine evreiască sefardă. Tatăl, Flaminio Modigliani, era un negustor originar din Roma. Primii săi ani, Amedeo i-a trăit într-o atmosferă grea, cu privațiuni, firma tatălui dăduse faliment. Totuși, cea mai importantă problemă, este sănătatea sa șubredă. La vârsta de unsprezece ani contractează o afecțiune pulmonară gravă, trei ani mai târziu, în anul 1898, cade greu bolnav de tifos. Descoperă în acest timp pictura și o roagă pe mama lui să îi permită să ia lecții de desen. Din august 1898, tânărul Modigliani frecventează atelierul pictorului Guglielmo Micheli din Livorno, unde execută naturi moarte și portrete. După o nouă agravare a sănătății, își petrece iarna în clima blândă a orașelor Napoli și Amalfi. Însănătoșit, Amedeo se înscrie în 1902 la "Școala de Nuduri" din Florența ("Scuola libera di Nudo"), condusă de maestrul Giovanni Fattori iar, un an mai târziu, frecventează cursurile "Institutului de Arte Frumoase" din Veneția.

### Întâlnirea cuParisul
La începutul anului 1906, Modigliani se hotărăște să se stabilească la Paris, unde se înscrie la "Académie Colarossi" și își găsește o locuință în cartierul Montmartre. Modigliani, personaj pitoresc, într-o haină reiată, cu un fular roșu în jurul gâtului și pălărie cu boruri largi, este un obișnuit al bistro-urilor și barurilor din împrejurimi. Aici cunoaște avangarda artistică, printre care Pablo Picasso, Juan Gris sau Diego Rivera, precum și scriitorii André Salmon, Guillaume Apollinaire și Max Jacob. În perioada de început, stilul său nu este încă definit iar ușurința execuției îi lipsește, lucrările sale oscilează între expresionism, fauvism și pastișarea lui Toulouse-Lautrec. Un admirator al său, doctorul Paul Alexandre, îl susține și îl convinge să-și expedieze lucrările la "Salonul Artiștilor Independenți", unde, în martie 1908, Modigliani va expune șase tablouri.

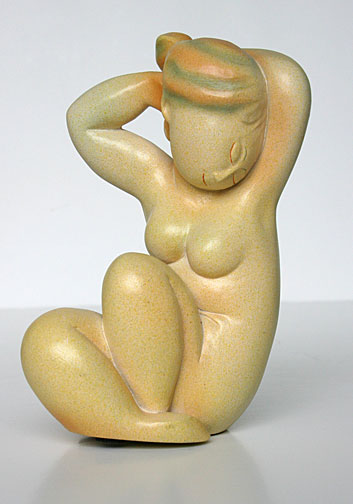
Amedeo Modigliani - Cariatidă (sculptură), 1914

În septembrie 1909, Modigliani se mută din Montmartre în Cité Falguière, un cartier al Parisului din secolul al XIV-lea, unde Constantin Brâncuși, cu care între timp se împrietenise, îi găsise un atelier. Nu încetează să picteze, dar majoritatea timpului o va consacra noii sale pasiuni, sculptura. Expune un număr de șapte sculpturi și guașe la o expoziție deschisă în martie 1911 în atelierul artistului portughez Amadeo de Souza Cardoso iar în anul următor, 1912, Modigliani dobândește recunoașterea ca sculptor la al "X-lea Salon de Toamnă", unde se prezintă cu alte șapte lucrări.
Se întâmpla însă adeseori ca Modigliani să nu-și termine sculpturile, probabil din cauza sănătății firave, dar și îndoielilor artistice care-l tulburau. Extenuat din cauza efortului și rămas fără mijloace de subzistență, pleacă să se refacă în casa părintească din Livorno.

### Întoarcerea lapictură
După ce revine la Paris, se apucă din nou să picteze. Execută în special portrete la comandă, rapid, în timpul unei singure ședințe. Își folosește acum în pictură propriile experiențe din domeniul sculpturii; datorită acestora reușește să redea, într-un desen desăvârșit, forma chipurilor umane.

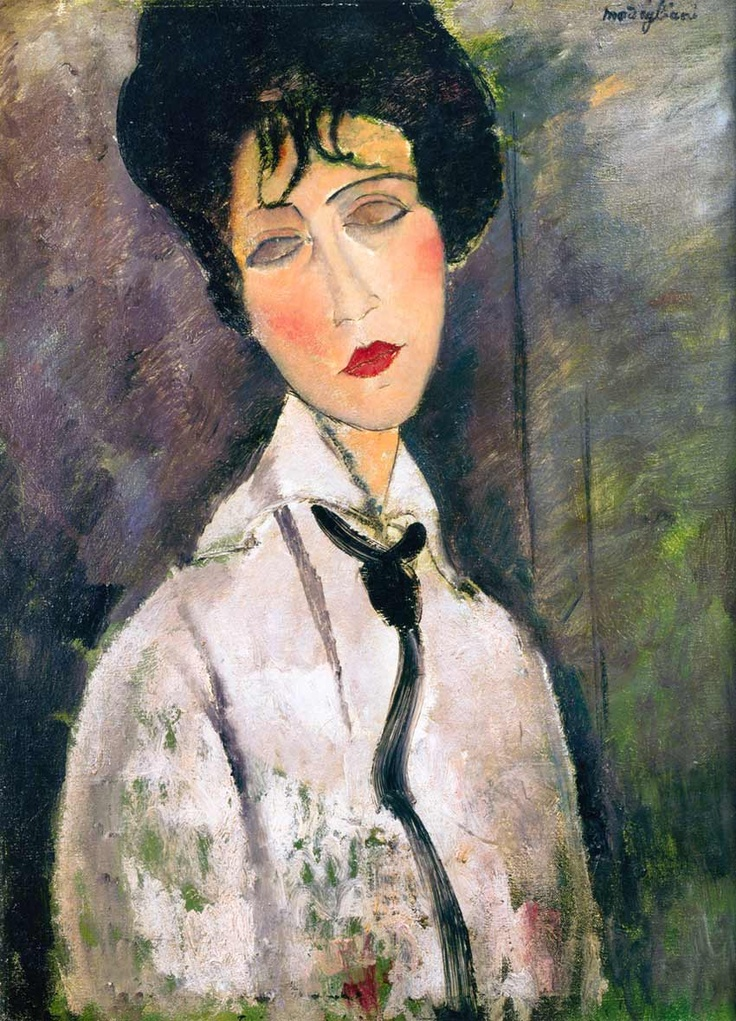
Amedeo Modigliani - Femeie cu cravată neagră, 1917

Prin Max Jacob îl va cunoaște în anul 1914 pe Paul Guillaume, colecționar și negustor de artă, care îi achiziționează mai multe tablouri. O legătură furtunoasă a lui Amedeo cu ziarista și poeta engleză Beatrice Hastings durează doi ani. Se despart în anul 1916, când sănătatea artistului începe din nou să se deterioreze. În această perioadă, Modigliani îl cunoaște pe poetul polonez Leopold Zborowski, care devine prietenul său fidel, îngrijitorul și negustorul lui exclusiv și îi pune la dispoziție cea mai mare încăpere din locuința sa.
În aprilie 1917, la o petrecere de carnaval, Amedeo o cunoaște pe Jeanne Hébuterne, o studentă la "Académie Colarossi" în vârstă de nouăsprezece ani, și se îndrăgostește nebunește de ea. Zborowski îi ajută să se mute împreună și îi organizează lui Modigliani prima expoziție individuală: 32 de pânze expuse la galeria "Berthe Weill".

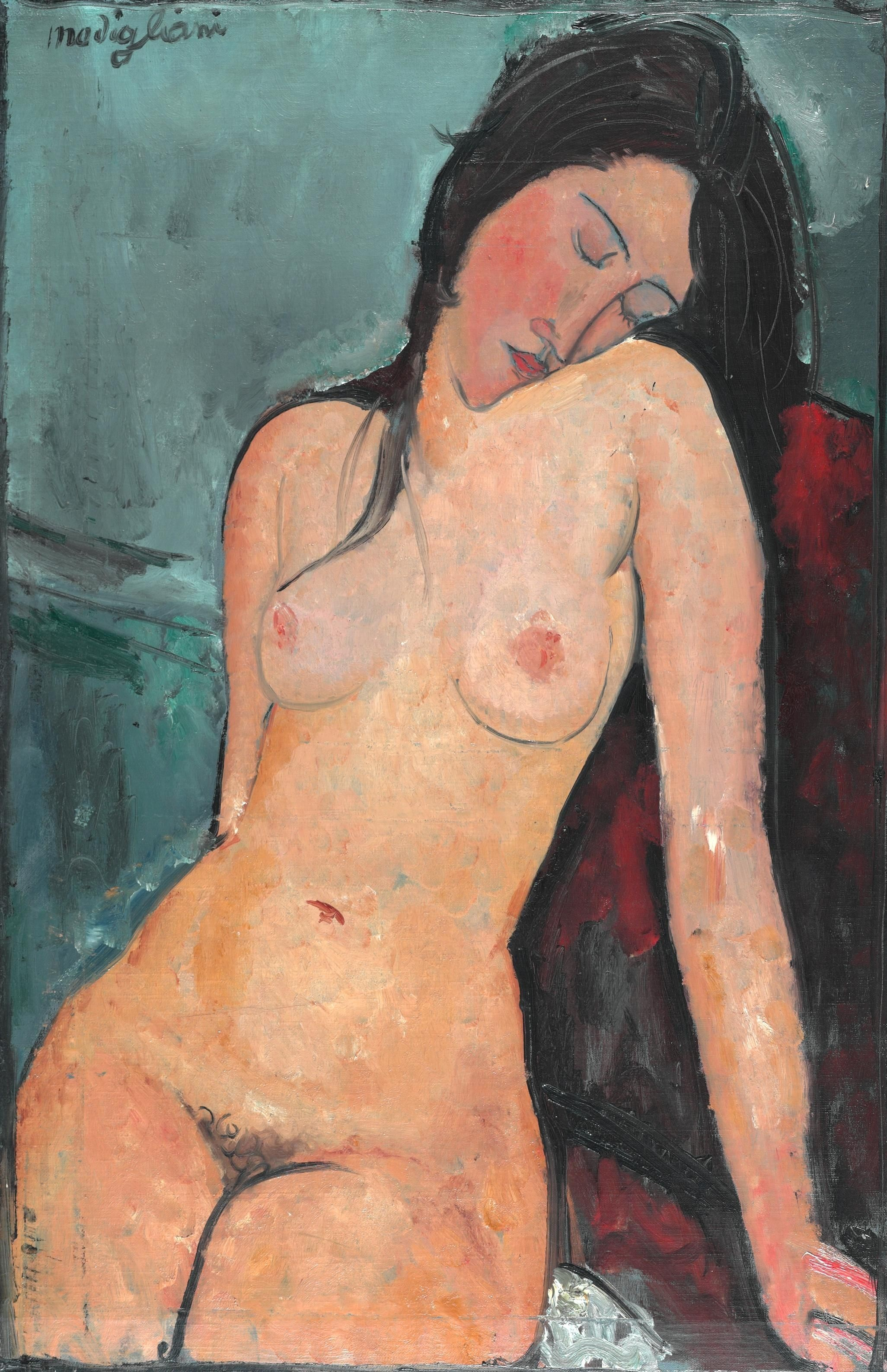
Amedeo Modigliani - Nud șezând, 1916

În ziua vernisajului, pe 3 decembrie 1917, poliția reține câteva nuduri ca fiind "imorale". Nu reușește însă să vândă nici măcar un singur tablou.

### Ultimii ani
Starea de sănătate a lui Amedeo se înrăutățește și, grație ajutorului lui Zborowski, pleacă în toamna lui 1918 la Nisa, în sudul Franței, unde Jeanne dă naștere unei fetițe, Jeanne. Își prelungesc șederea în sud până la sfârșitul lunii mai 1919. Întors la Paris, în atelierul său din "Rue de la Grande Chaumière", Modigliani pictează acum portrete ale prietenilor săi. Se simte tot mai rău. Este diagnosticată o inflamație tuberculoasă a meningelor și este internat în spitalul "Charité", dar nu mai există nicio speranță. Amedeo Modigliani moare la 24 ianuarie 1920. Avea doar treizeci și șase de ani.A fost înmormântat la 26 ianuarie la Cimitirul Père-Lachaise din Paris.
Jeanne Hébuterne,care se afla în casa părinților ei și era însărcinată cu al doilea lor copil, s-a sinucis, aruncându-se, a doua zi, de la o fereastră de la etajul al cincilea. Ea a fost înmormântată la cimitirul Bagneux, lângă Paris, și, abia în 1930, familia ei (care a îngropat-o discret pentru a evita scandaluri ulterioare) a consimțit ca rămășițele ei pământești să fie transferate lângă mormântul artistului la Paris.
Fiica lor orfană, Giovanna Hébuterne, cunoscuta apoi ca Jeanne Modigliani (1918-1984) a fost adoptată de mătușa ei, sora tatălui ei, și a trăit la Florența, Italia. Ea a fost pictoriță și traducătoare, a fost căsătorită de trei ori, și a avut două fiice din a doua ei căsătorie. În 1958 a scris o biografie a tatălui ei intitulată Modigliani: Omul și mitul.

## Din opera lui Modigliani

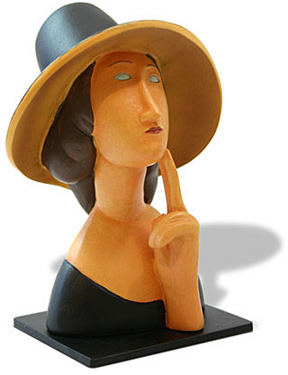
Amedeo Modigliani - Portretul lui Jeanne Hébuterne, 1918-19

Lui Modigliani i-au plăcut cu precădere două genuri de pictură: portretul și nudul. În portrete reușește remarcabil să surprindă personalitatea modelului. Indiferent de faptul că portretizează persoane cunoscute sau anonime, îl interesează exclusiv omul și sentimentele lui. În special în ultimii ani ai vieții, a pictat portretele prietenilor săi Max Jacob, Paul Guillaume, Leopold Zborowski, Lunia Czechowska, nenumărate versiuni ale lui Jeanne Hébuterne precum și singurul lui autoportret (1919). Modigliani alungește chipurile, desenează gâturile, manifestând înclinație spre geometrizare și, asemenea creatorilor de măști, "sculptează" cu îndrăzneală nasuri abia schițate după modelul stilizărilor africane.
Aceeași atmosferă de melancolie visătoare și liniște a sufletului pe care o întâlnim în portrete caracterizează și nudurile sale de femei.

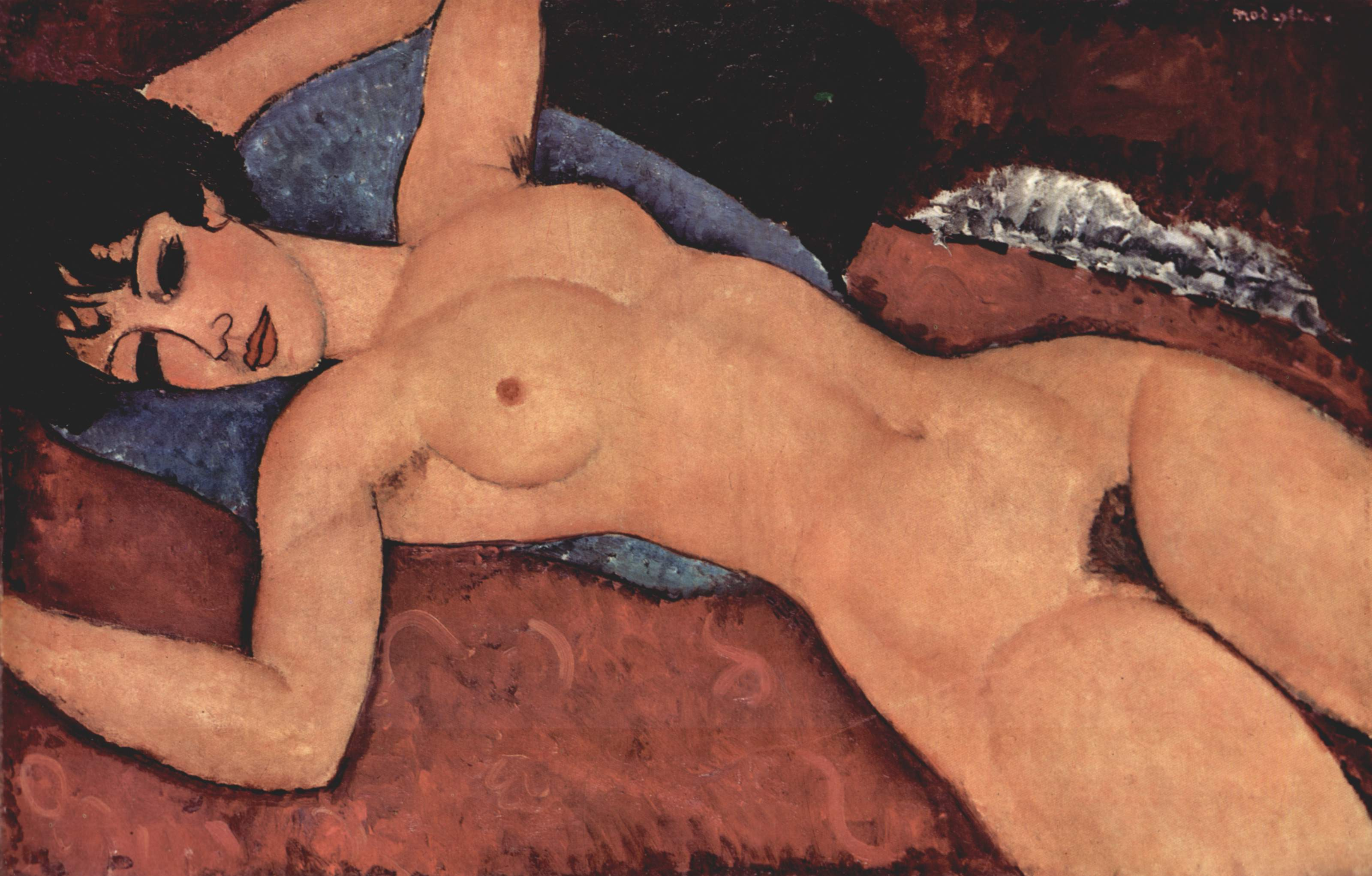
Amedeo Modigliani - Nud culcat, 1917

Nudul devine în anul 1917 tema preferată a lui Modigliani. Pictorul respectă în el realitatea mai mult decât în portrete. Modigliani este în esență marcat de arta italiană clasică și acest aspect al temperamentului său artistic transpare în căutarea expresiei naturaliste și a ritmicității liniei trupului. În tabloul reprodus aici, "Nud culcat", folosește o culoare groasă și tonuri calde, ocrul cu reflexe portocalii se învecinează cu cafeniul, vișiniul cu verdele. Pielea aurie a modelului se evidențiază pe așternutul de un roșu închis și pe verdele intens al pernei. Gestul de desfacere a brațelor pare să fie din parte femeii care pozează o expresie a dăruirii totale ochilor privitorului.
În materie de creație artistică Amedeo Modigliani nu a avut nici predecesori direcți și nici urmași, arta sa îi aparține în exclusivitate. Această particularitate vorbește despre valorile și frumusețea operei sale. După anul 1910, Pablo Picasso va împrumuta ceva din tehnica artistului italian. Patruzeci de ani mai târziu, Bernard Buffet realizează opere ale căror linii ferme, gamă cromatică restrânsă și simț al spațiului ne poartă cu gândul la creația lui Modigliani.

## Modigliani în alte medii artistice

### Literatură
- 1957 - André Salmon - romanul  La Vie passionnée de Modigliani
- Ken Follett - The Modigliani Scandal

### Cinema
- 1957 - Filmul francez Les amants de Montparnasse (Montparnasse, 19) al regizorului Jacques Becker, cu Gérard Philippe în rolul pictorului
- 1968  În comedia de cinema Le tatoué sau Tatuajul de un milion de dolari -în regia lui Denys de la Patellière si scenariul de Alphonse Boudard, cu Louis de Funès și Jean Gabin apare un soldat care are pe spate un tatuaj de Modigliani
- 1990 - Filmul  francezModi  cu actorul Richard Berry în rolul pictorului
- 2004 - Filmul britanic  Modigliani al regizorului Mick Davis, cu Andy Garcia în rolul principal - a atras critici, în special, din cauza scenariului
- 2017 Filmul documentar german Der zärtliche Blick – Die Akte von Modigliani scenariul și regia lui Hilka Sinning, producători:Medea Film, ZDF, arte, difuzat la 10 decembrie 2017 pe canalulul arte
- 2019 - Filmul documentar francez  L'amour à l'œuvre – Jeanne Hébuterne et Amedeo Modiglianiîn regia lui Stéphanie Colaux și Delphine Deloget, Producători: Bonne Compagnie, canalul arte France,in cadrul seriei L'amour à l'œuvre. Couples mythiques d’artistes, difuzat la 7 aprilie 2019 pe canalul arte, cu participarea biografei Anette Kruszynski, a curatorului și expertului în Modigliani, Marc Restellini, precum și a curatoarei Nancy Treson de la Tate Modern Museum din Londra.
- 2023 - Johnny Depp a început lucrul la Filmul Modi dedicat artistului

Filme documentare:
- 2019 - L'amour à l'œuvre – Jeanne Hébuterne et Amedeo Modigliani (Franța), in regia si scenariul lui Stéphanie Colaux und Delphine Deloget, în productia lui Bonne Compagnie, arte France, in cadrul seriei L'amour à l'œuvre. Couples mythiques d’artistes [7]
- Liebe am Werk – Jeanne Hébuterne und Amedeo Modigliani. (OT: ) Dokumentarfilm, Frankreich, 2019, 26:09 Min., Buch und Regie:  Produktion: Reihe: Liebe am Werk (OT: ), Erstsendung: 7. April 2019 bei arte, [h
- Der zärtliche Blick – Die Akte von Modigliani. Dokumentarfilm, Deutschland, 2017, 52:13 Min., Buch und Regie: Hilka Sinning, Produktion: Medea Film, ZDF, arte, Erstsendung: 10. Dezember 2017 bei arte, Inhaltsangabe von ARD, Vorschau-Video, 2:13 Min. Unter anderem mit der Modigliani-Biografin Anette Kruszynski, dem Modigliani-Experten und Kurator Marc Restellini und der Tate-Modern-Kuratorin Nancy Ireson.

## In memoriam
- Străzi îi poarta numele la Paris (in arondismentul 15,lângă piața Cocteau), la Chennevières-sur-Marne,  la Montréal în Canada, la Tel Aviv și Bat Yam în Israel
- Casa memorială Modigliani pe strada Roma 38, în Livorno
- 1979 - Inaugurarea Centrul de artă Modigliani la Scandicci, Florența

## Galerie

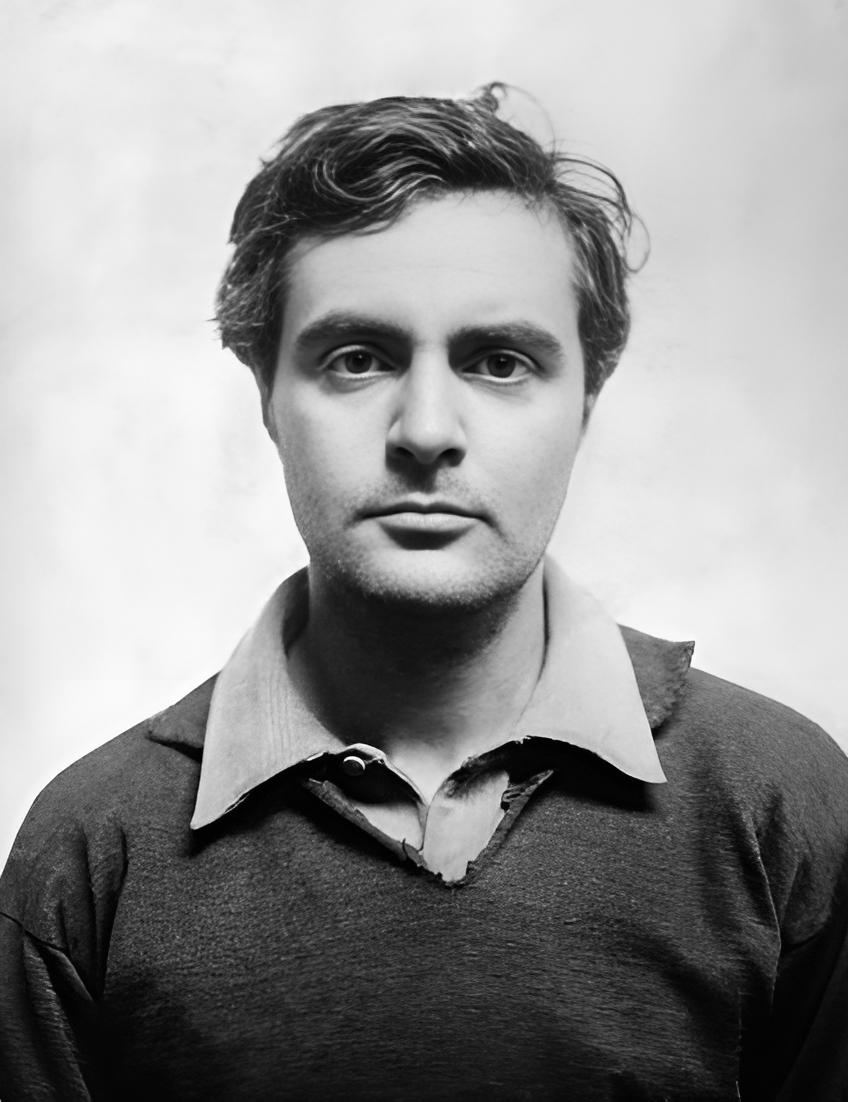
Fotografie (restaurată) a artistului din (1918) - autor necunoscut
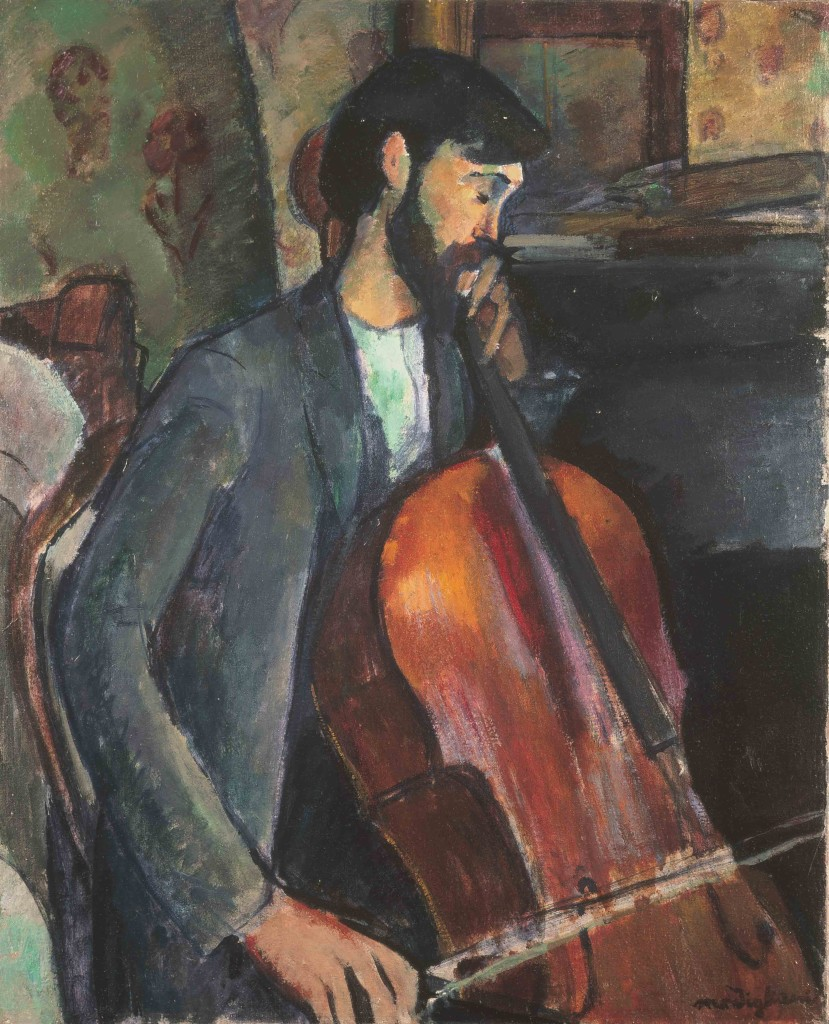
Violoncelistul – (1909) - Abelló Collections Catalogue
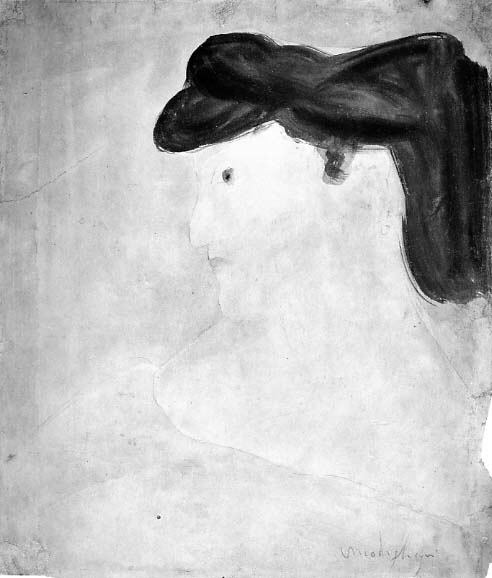
Profil de femeie – (1909) - Metropolitan Museum of Art
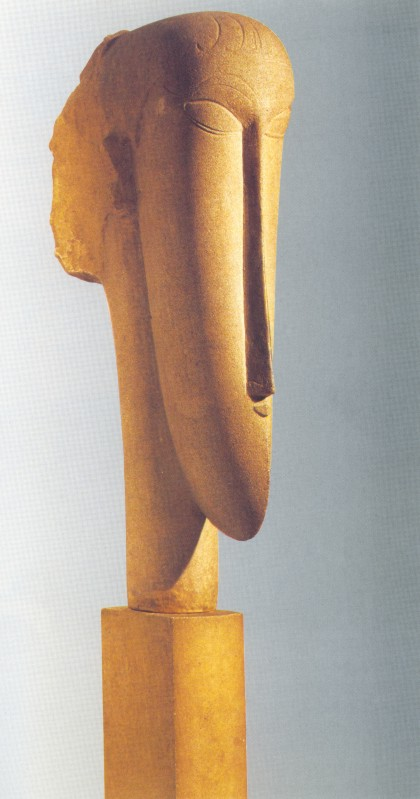
Cap de femeie – (1911 - 1912) - Tate Gallery
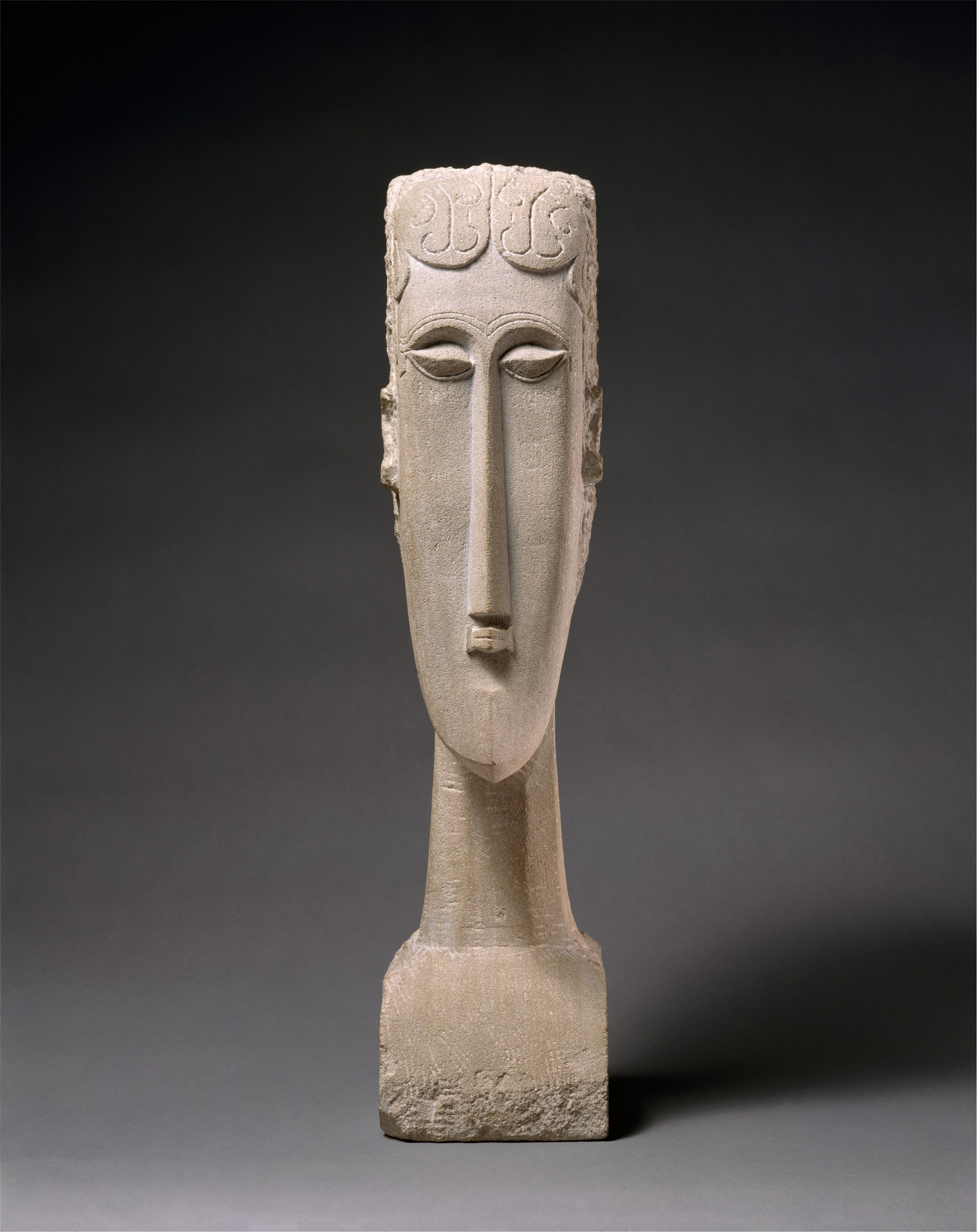
Cap de femeie – (1912) - Metropolitan Museum of Art
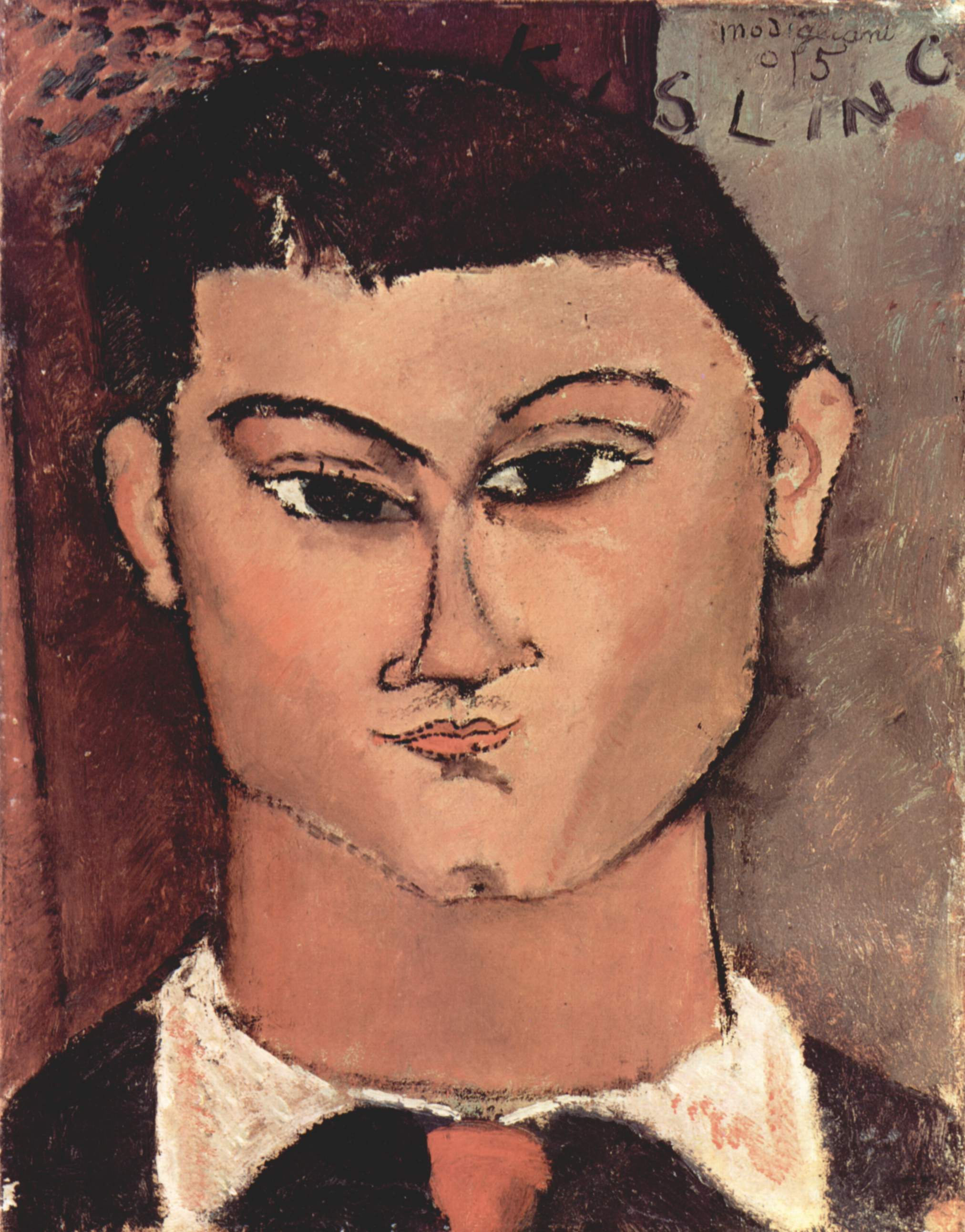
Portretul lui Moise Kisling – (1915) - colecție privată
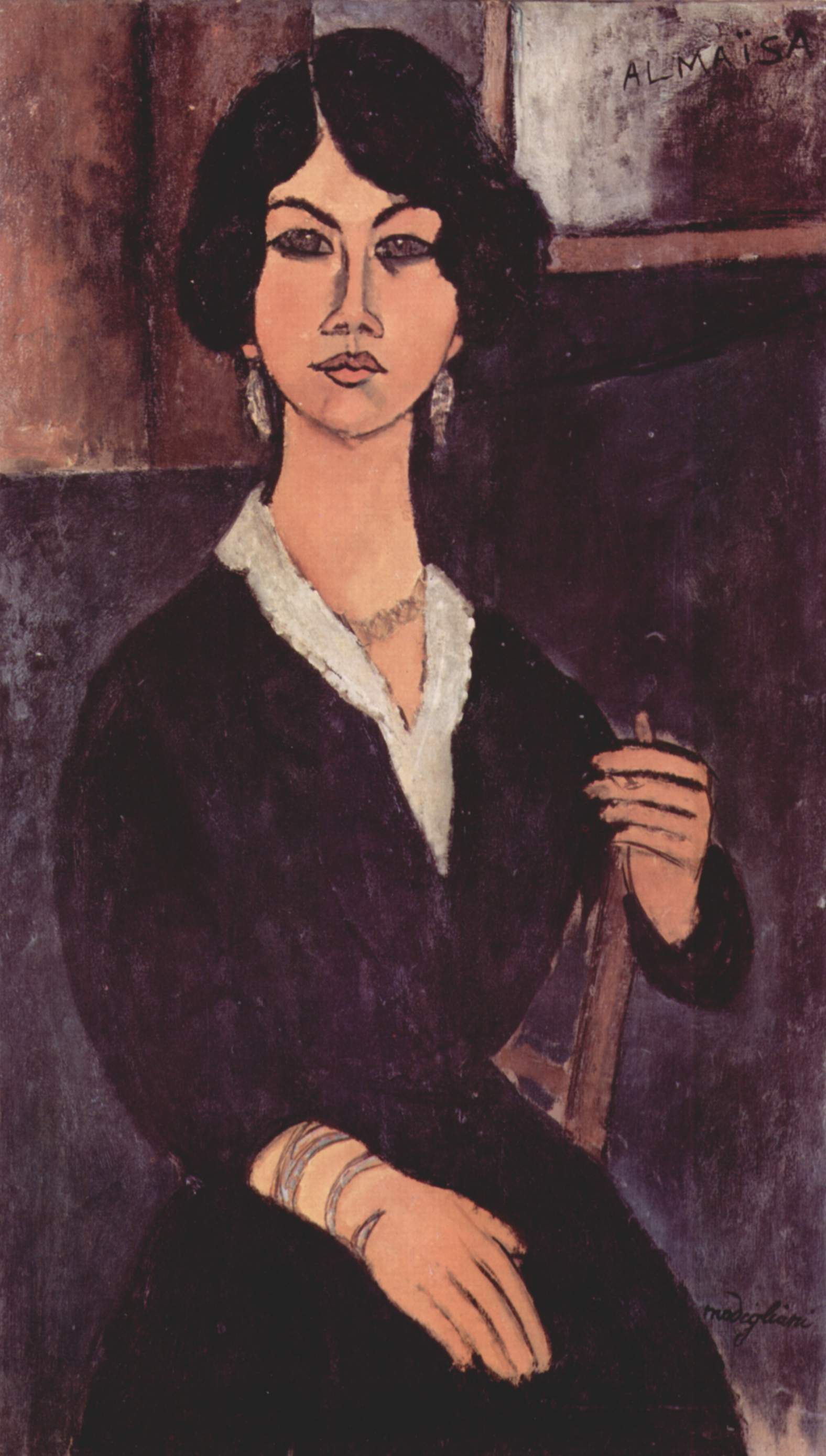
Almaiisă algeriană şezând – (1916) - colecție privată
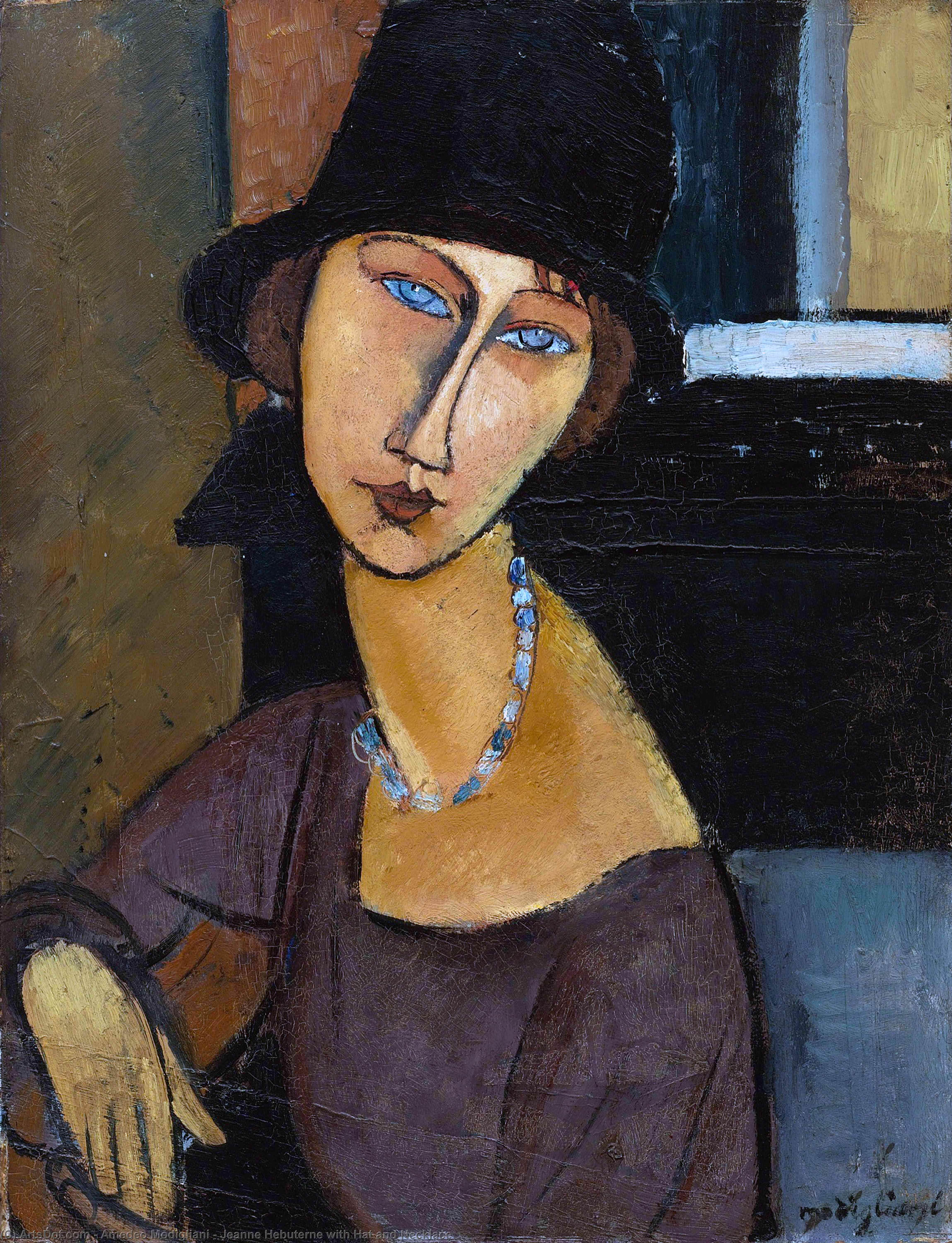
Jeanne Hébuterne cu pălărie și colier – (1917) - colecție privată
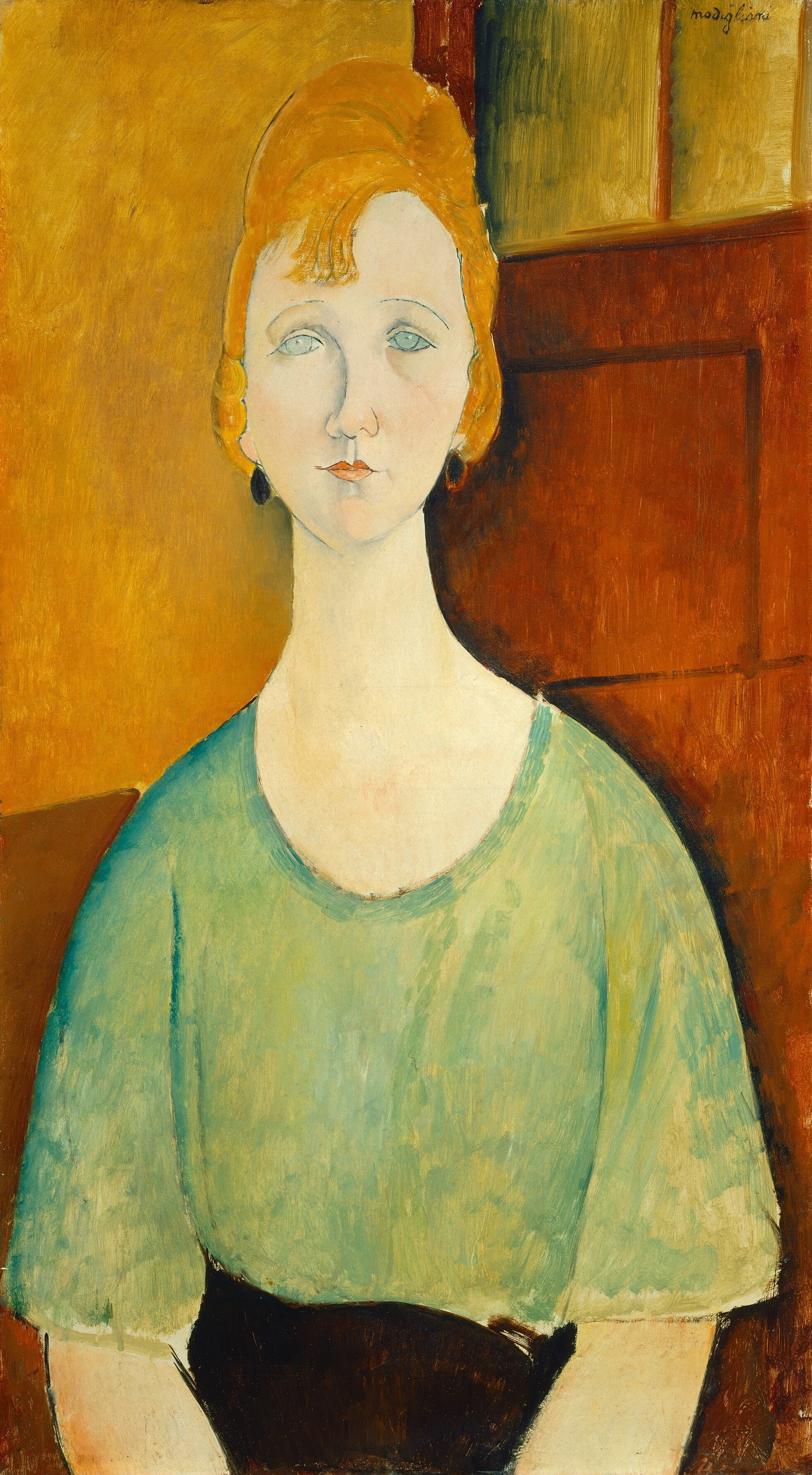
Fată cu bluză verde – (1917) - National Gallery of Art,  District of Columbia
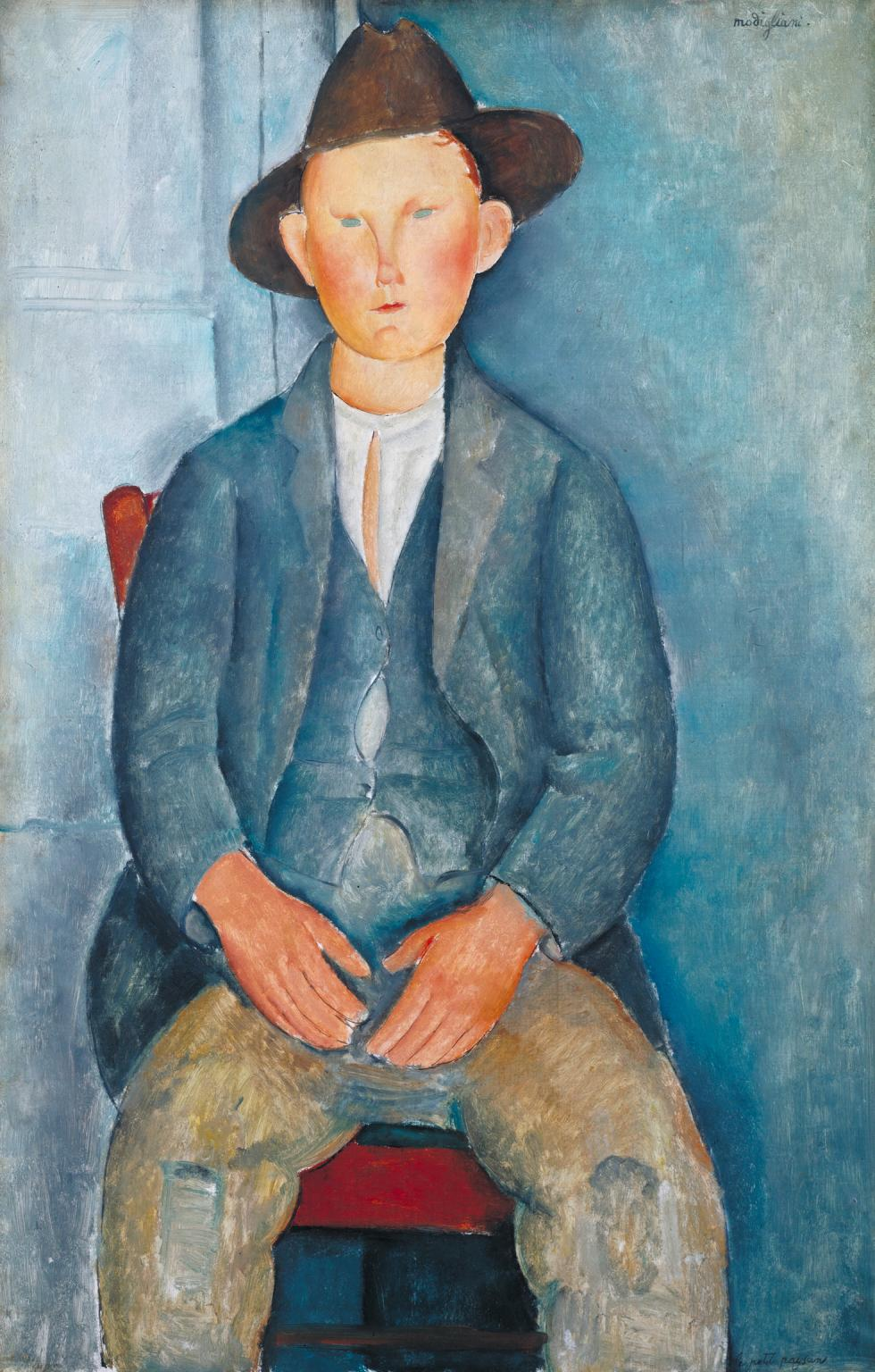
Micul țăran – (circa 1918) - Tate Liverpool
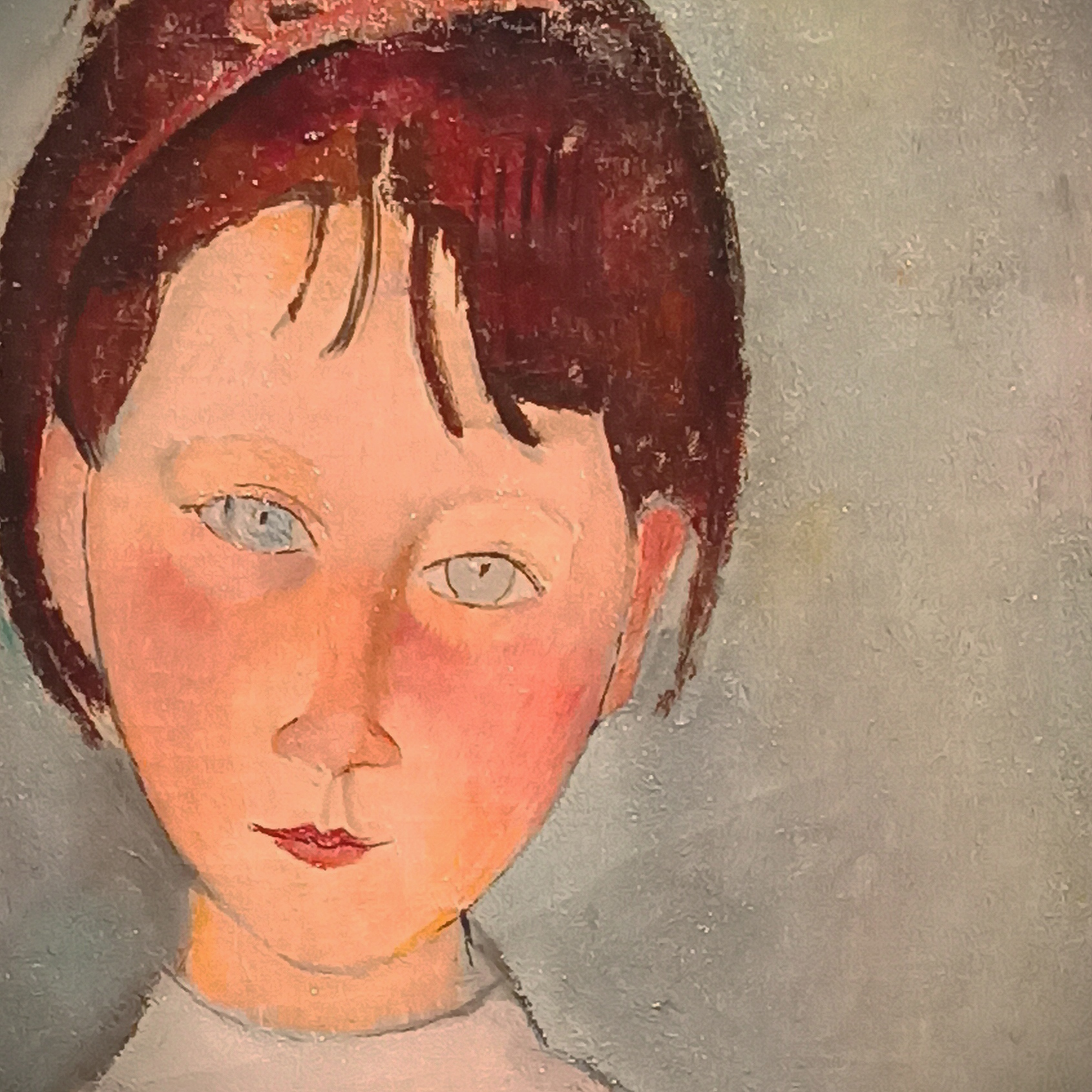
Fetiță în albastru (detaliu) – (1918) - Museo del Palacio de Bellas Artes, Mexico City
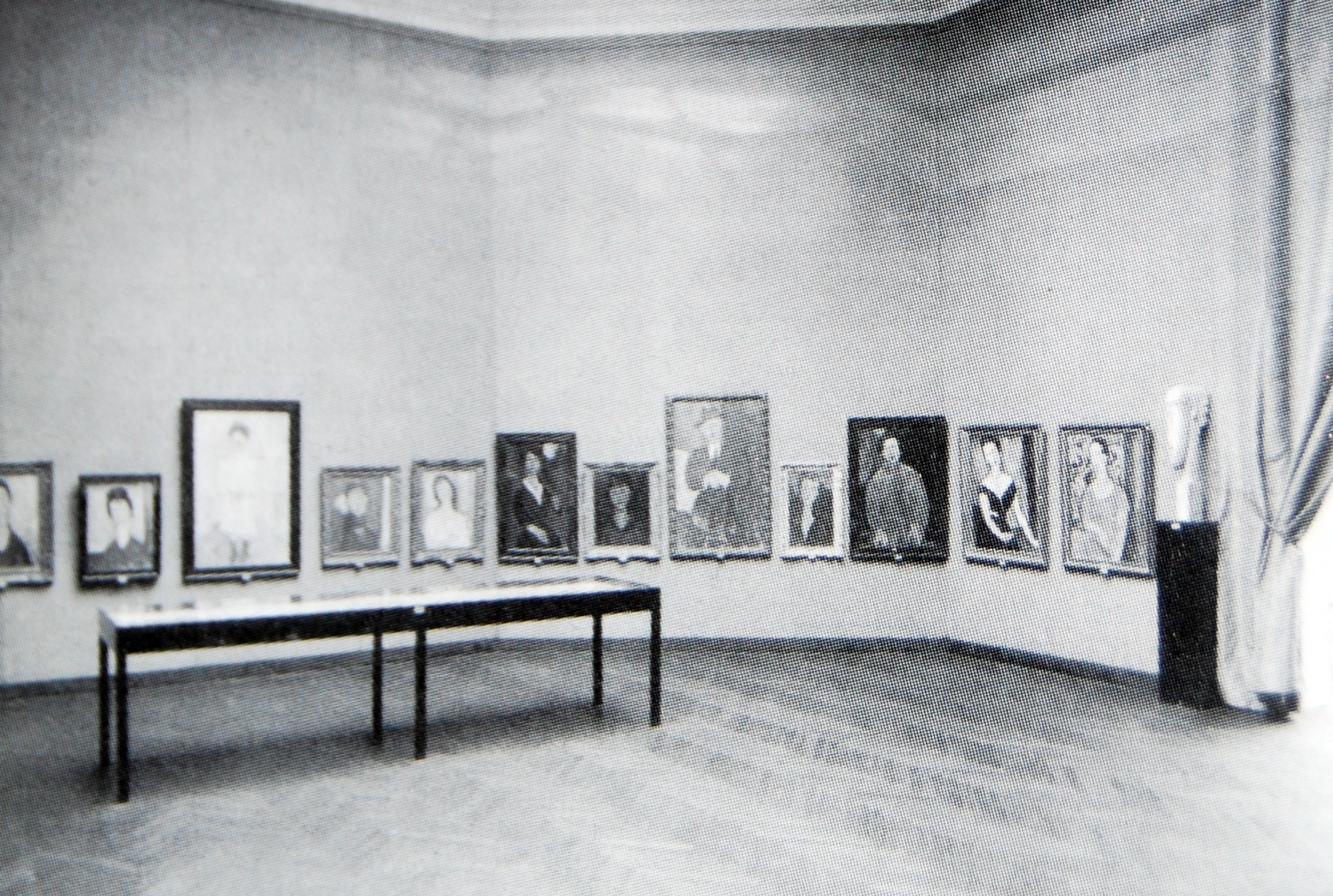
Expoziție Modigliani la Bienala de artă de la Veneția – (1930) - autor necunoscut